# Airco D.H.10 Amiens
Airco D.H.10 Amiens byl britský dvoumotorový dvouplošný střední bombardér zkonstruovaný a vyráběný firmou Airco (Aircraft Manufacturing Co. Ltd.), zařazený do služby v RAF během posledních měsíců první světové války, používaný i po válce, až do roku 1923.
Typ D.H.10 vznikl na základě podmínek Air Board Specification A.2.b z léta roku 1917. Konstrukci letounu vedl Geoffrey de Havilland (později Sir Geoffrey de Havilland, Kt, CBE). Prototyp (s/n C8658) prvně vzlétl 4. března 1918.

## Specifikace (Amiens Mk.III)

### Technické údaje
- Posádka: 3 muži
- Rozpětí: 19,964 m
- Délka: 12,076 m
- Výška: 4,420 m
- Nosná plocha: 77,80 m²
- Hmotnost prázdného letounu: 2533 kg
- Vzletová hmotnost: 4110 kg
- Pohonná jednotka: 2 × kapalinou chlazený vidlicový dvanáctiválec Liberty 12A
  - Výkon motoru: 405/420 hp (302/313 kW)

### Výkony
- Maximální rychlost:
  - 187 km/h (ve výšce 1981 m)
  - 170 km/h (ve výšce 4572 m)
- Operační dostup: 5029 m
- Čas výstupu do výšky:
  - 1981 m ÷ 9 minut
  - 4572 m ÷ 34 minut
- Vytrvalost: 5 hodin 45 minut

### Výzbroj
- 2 × jednoduchý kulomet nebo 2 × dvojkulomet Lewis ráže 7,7 mm, montované na oběžných okruzích Scarff
- maximálně 417 kg pum (čtyři pumy po 104 kg nebo osm po 51 kg)